# الكسندر بوتكن
الكسندر بوتكن هو محامي وقاضي وسياسي أمريكي، ولد في 4 مارس 1801 في كنتاكي في الولايات المتحدة، وتوفي في 5 مارس 1857. انتخب عضو جمعية ولاية ويسكونسن ‏ وانتخب عضو مجلس ولاية ويسكونسن ‏.